# Amanda Peralta
 Amanda Peralta ( Bolívar, provincia de Buenos Aires, Argentina, 22 de noviembre de 1939 - Gotemburgo, Suecia, 2 de enero de 2009 ) cuyo nombre completo era Amanda Beatriz Peralta y tenía el apodo de la "Negra" fue una guerrillera argentina que estuvo entre los fundadores de las Fuerzas Armadas Peronistas.

## Actividad política
Era hija de prósperos productores rurales y estudió Letras en la Universidad de La Plata, donde se vinculó  muy joven a los círculos de la Resistencia Peronista y, más adelante, a la agrupación Acción Revolucionaria Peronista que dirigía el exdelegado de Perón, John William Cooke.
Fue una de las fundadoras de la organización guerrillera Fuerzas Armadas Peronistas y entre las acciones en las que intervino se cuenta el asalto a un Banco en la localidad de Llavallol en el que mataron a un policía. En 1968 las FAP instalaron con 14 guerrilleros un campamento denominado "El Plumerillo", en la localidad de Taco Ralo, provincia de Tucumán, con el fin de realizar entrenamiento militar. La única mujer era Amanda Peralta y entre los varones estaban su pareja, Néstor Verdinelli, y Envar El Kadri, todos fogueados militantes de la Juventud Peronista. El 19 de septiembre de 1968 el grupo fue sorprendido por la policía, que los puso a disposición de la justicia.
Fueron todos trasladados en avión a Buenos Aires y llevados a juicio. Peralta cumplía su condena en la cárcel del Buen Pastor, en el barrio de San Telmo cuando  el 26 de junio de 1971 se fugó junto a otras tres presas. Su compañero Verdinelli continuó detenido hasta que la amnistía dictada por Héctor José Cámpora lo liberó el 25 de mayo de 1973.
Peralta y Verdinelli  decidieron  abandonar la lucha armada y crear Peronismo de Base, una agrupación política de masas con la que proseguían la actividad política. Ante las amenazas de grupos paraestatales entre  los que estaba la Triple A dirigida por el ministro de Bienestar Social de Perón, José López Rega, abandonaron definitivamente la militancia en 1975. 
Tras el golpe de Estado de 1976, Peralta y Verdinelli  salieron de su país. Tras una breve escala en Brasil se exiliaron en Suecia, donde Peralta se doctoró en Historia de las Ideas Políticas en la Universidad de Gotemburgo. En esa misma universidad  fue profesora hasta su jubilación y se dedicó a la investigación de los procesos políticos de los países post coloniales. 
Por el agravamiento de un enfisema pulmonar falleció en Gotemburgo, Suecia, donde residía desde unos 10 años atrás. Estaba separada de Verdinelli, con quien tuvo dos hijos,